# Ben se fait des films
Ben se fait des films est une série télévisée française en 20 épisodes d'environ 3 minutes diffusée du 8 novembre 2008 au 11 janvier 2009 sur France 4.

## Sypnosis
À la manière des « press junket » organisés pour les acteurs américains en promotion de leur dernier blockbuster, Ben est installé dans une ambiance cosy, avec en arrière-plan l’affiche de l’un de ses films. Il nous en parle comme s’il s’agissait d’une superproduction hollywoodienne. Pourtant, au cours des extraits de films qui s’intercalent entre les séquences d’interview, on s’aperçoit qu'il s’agit en réalité d’évènements banals de sa vie de tous les jours…

## Distribution et fiche technique
- Avec Ben
- Écrite par Ben et Henri Debeurme
- Réalisé par Ami Cohen

## Épisodes
1. Y'a plus de bière dans le frigo
2. T'as pas la notice ?
3. Qui c'est qui fait la vaisselle ?
4. Je ne suis pas trop du matin
5. J'espère qu'il reste du savon
6. Faut que j'me trouve une meuf
7. C'est moi qui descends les poubelles
8. Je me ferais bien cuire des pâtes
9. Si on est quatre, on peut se faire une belote
10. Faudra penser à changer l'ampoule
11. Je me suis endormi avant la fin
12. Y'a moyen de payer la semaine prochaine ?
13. Café, croissant & jus d'orange
14. Toujours à la bourre
15. Une baguette mais pas trop cuite
16. Si vous continuez, vous allez passer la nuit au poste
17. Entrée, plat, dessert
18. Faut que j'aille retirer de la thune
19. Tralala lalala la
20. Une 4 fromages, s'il vous plaît